# Svojkov
Svojkov är en ort i Tjeckien. Den ligger i den norra delen av landet, 70 km norr om huvudstaden Prag. Svojkov ligger 363 meter över havet och antalet invånare är 124.
Terrängen runt Svojkov är platt åt sydost, men åt nordväst är den kuperad. Terrängen runt Svojkov sluttar söderut.Runt Svojkov är det ganska tätbefolkat, med 93 invånare per kvadratkilometer. Närmaste större samhälle är Česká Lípa, 5,7 km sydväst om Svojkov. Omgivningarna runt Svojkov är en mosaik av jordbruksmark och naturlig växtlighet.